# Jarocin (gmina, Grande-Pologne)
Pour les articles homonymes, voir Jarocin (homonymie).
Jarocin est une gmina mixte du powiat de Jarocin, Grande-Pologne, dans le centre-ouest de la Pologne. Son siège est la ville de Jarocin, qui se situe environ 63 km au sud-est de la capitale régionale Poznań.
La gmina couvre une superficie de 200,23 km2 pour une population de 44 430 habitants en 2006.

## Géographie

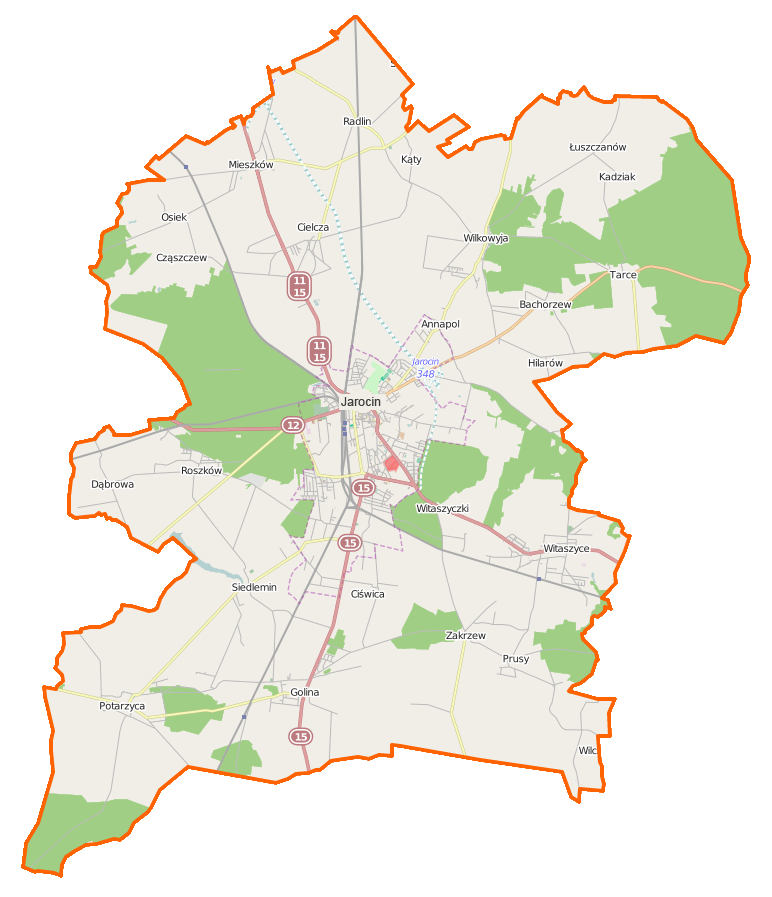
Plan de la gmina.

Outre la ville de Jarocin, la gmina inclut les villages et les localités de :
- Annapol
- Bachorzew
- Cielcza
- Ciświca
- Cząszczew
- Dąbrowa
- Golina
- Hilarów
- Kadziak
- Kąty
- Łuszczanów
- Mieszków
- Osiek
- Potarzyca
- Prusy
- Radlin
- Roszków
- Roszkówko
- Siedlemin
- Stefanów
- Tarce
- Wilczyniec
- Wilkowyja
- Witaszyce
- Witaszyczki
- Zakrzew

### Gminy voisines
La gmina de Jarocin est bordée des gminy de :
- Dobrzyca
- Jaraczewo
- Kotlin
- Koźmin Wielkopolski
- Nowe Miasto nad Wartą
- Żerków

## Structure du terrain
D'après les données de 2002 la superficie de la commune de Jarocin est de 200,23 km2, répartis comme tel :
- terres agricoles : 64 %
- forêts : 26 %

La commune représente 34,07 % de la superficie du powiat.

## Démographie
Données du 30 juin 2004 :
| Description        | Total  | Total | Femmes | Femmes | Hommes | Hommes |
| ------------------ | ------ | ----- | ------ | ------ | ------ | ------ |
| Unité              | Nombre | %     | Nombre | %      | Nombre | %      |
| population         | 44 363 | 100   | 22 923 | 51,7   | 21 440 | 48,3   |
| Densité (hab./km²) | 221,6  | 221,6 | 114,5  | 114,5  | 107,1  | 107,1  |